# Ponte del Palazzo

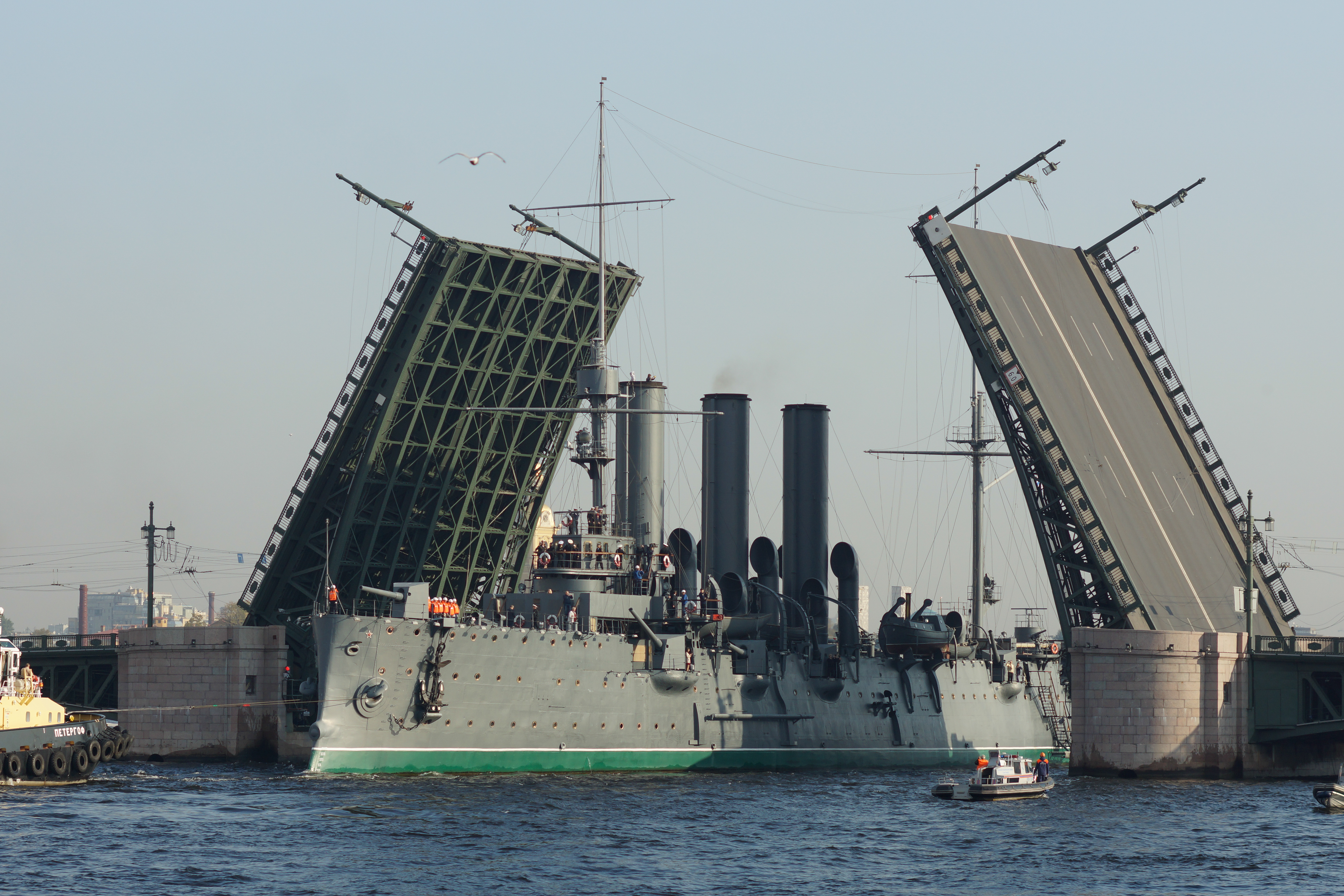
L'incrociatore Aurora trainato da un rimorchiatore, passa attraverso il Ponte del Palazzo, 2014

Il Ponte del Palazzo (in russo Дворцовый мост?, Dvorcovyj most) è un viadotto che sorge sul punto di ramificazione del fiume Neva con la Grande Neva, a San Pietroburgo.
È un ponte mobile che collega l'isola dell'Ammiragliato tramite il crocevia tra il lungoneva in prossimità del Palazzo d'Inverno (da cui il nome), il corso, e il lungoneva dell'Ammiragliato; con l'incrocio tra piazza della Borsa e il lungoneva Università sull'isola di San Basilio, in prossimità delle colonne rostrate.